# Embraer Legacy 450
Pour les articles homonymes, voir Legacy.
Dimensions
Le Legacy 450 est un avion d'affaires créé par le constructeur brésilien Embraer. Il est dérivé du Legacy 500.

## Développement
Le programme du Legacy 450 a été lancé en avril 2008, en même temps que le Legacy 500, sous le nom de Mid-light jet (MLJ). Il effectue son premier vol le 28 décembre 2013. En août 2015, le Legacy 450 reçoit sa certification de type de la part de l'Agência Nacional de Aviação Civil (pt) (ANAC) brésilienne et de la Federal Aviation Administration (FAA) américaine.
Le premier appareil est livré le 22 décembre 2015 à la société LMG.

## Evolution
Les Praetor 500/600 seront des évolutions des Legacy 450/500 avec des winglets plus grandes et des réservoirs de plus grande capacité,.